# Caloire
Caloire település Franciaországban, Loire megyében. Lakosainak száma 322 fő (2022. január 1.). Caloire Unieux, Chambles, Saint-Étienne, Saint-Maurice-en-Gourgois és Saint-Paul-en-Cornillon községekkel határos.

## Népesség
A település népességének változása:
| Lakosok száma | 108  | 195  | 227  | 320  | 349  | 339  | 316  | 306  | 306  | 322  |
|               | 1968 | 1982 | 1990 | 2006 | 2013 | 2015 | 2017 | 2019 | 2020 | 2022 |